# Naples Park
Naples Park är en ort (CDP) i Collier County, i delstaten Florida, USA. Enligt United States Census Bureau har orten en folkmängd på 5 967 invånare (2010) och en landarea på 3,2 km².